# Geografía de Ucrania
Ucrania (nombre local, Ukrayína) es un estado de Europa oriental, a orillas del mar Negro. Se encuentra al sudoeste de Rusia , formó parte importante de la URSS; su territorio abarca 900 kilómetros de norte a sur y 1300 de este a oeste. Tiene una posición estratégica en Europa Oriental, limitando con Bielorrusia al norte, y al este y noreste con Rusia, y al sur con Rumania y al suroeste con Moldavia, y el mar de Azov y mar Negro al sur y sureste, al noroeste con Polonia, al oeste con Eslovaquia y Hungría

## Geografía física
Ucrania es el segundo estado más extenso de Europa, por detrás de Rusia. Se extiende por una superficie de 603 550 km². Su geografía varía significativamente según las regiones.

### Relieve
El punto más alto es el Hoverla u Hora Hoverla, con 2061 m. Otras cumbres destacadas son: Grofa (1748m), Stih (1677 m), Roman-Kosh (1545 m) y Ai-Petri (1234 m). Sobre la vertiente suroeste de los Cárpatos hay un área de planicie correspondiente a la región de la Rutenia subcarpática (o Ucrania transcarpática) que representa el comienzo de la vasta llanura húngara.
Una segunda zona en Ucrania viene representada por la fachada litoral, las llanuras litorales de los mares Negro y de Azov; en ella está comprendida la península de Crimea separada del continente por el estrecho istmo de Perekop (8 km). La costa es llana y se caracteriza por amplios estuarios de los ríos entre los cuales está el Dniéper. Característicos de los estuarios son los llamados limán, lagos pantanosos formados por los ríos y separados del mar. En la parte meridional de la península de Crimea se encuentra una cadena de montañas, los montes de Crimea (Krýmskiye Gory), de unos 100 km de larga y cuyo punto más elevado es el monte Roman-Kosh (1545 m). Este impresionante macizo cae directamente al mar Negro.
Pero aproximadamente 90 % de la extensión territorial de Ucrania es una amplia planicie, inclinada hacia el mar Negro y el mar de Azov. Se trata de una región de estepa con una altura media sobre el nivel o chernozem, al centro y oeste, de gran fertilidad y aptas para la producción de cereales como el trigo para harina.
Ahora bien, los amplios espacios de las llanuras del país que constituye el sector suroeste de la Llanura europea oriental por su relieve no son todos iguales. Pueden distinguirse numerosas tierras altas y tierras bajas creadas por la base cristalizada de forma desigual del cratón europeo oriental. Las tierras altas se asocian principalmente con el macizo cristalizado ucraniano. La parte centro-occidental está caracterizada por las alturas del Dniéper y las mesetas de Volinia y Podolia, una base de rocas graníticas con elevaciones moderadas delimitado por el sur por el curso del río Dniéster e interrumpidas por anchos valles fluviales. Hacia el norte, después de las alturas de la Volinia, la plataforma podolia desciende lentamente a los humedales y la depresión poco profunda de Polesie situada en la frontera con Bielorrusia.
Una segunda zona dentro de la planicie son las llanuras de aluvión que siguen el curso de los ríos Dniéper y Donéts. Mientras el curso medio de Dniéper atraviesa una zona arenosa, rica en bosques y pantanos poco fértiles, el curso bajo del río atraviesa un territorio muy fértil que es el corazón agrícola del país. La parte oriental del país, a lo largo del curso del río Donéts, es plana y solo el sureste hay algunas pequeñas colinas.

### Ríos, lagos y costas

#### Ríos
Unos 23 000 cursos de agua dulce drenan el territorio de Ucrania, con una longitud total de aproximadamente 170 000 kilómetros, de los cuales 116 son de 100 kilómetros o más. El régimen y caudal de cada río depende del clima, el relieve, la base geológica, la vegetación de ribera y fluvial, los usos sociales del lugar y otras circunstancias.
Los ríos Dniéster, Bug Occidental y Bug Meridional irrigan la región occidental. El Dniéper recorre todo el centro del país y el Donéts, afluente del ruso río Don, se encuentra en la parte oriental.
Los quince ríos más largos de Ucrania son:
| Nombre del río transcrito al español (y en ucraniano) | Desembocadura  | Longitud, km | Longitud, km      | Cuenca hidrográfica, km² | Observaciones |
| Nombre del río transcrito al español (y en ucraniano) | Desembocadura  | total        | dentro de Ucrania | Cuenca hidrográfica, km² | Observaciones |
| ----------------------------------------------------- | -------------- | ------------ | ----------------- | ------------------------ | --- |
| Dniéper (Дніпрó)                                      | Mar Negro      | 2201         | 981               | 504 000                  | Según otras fuentes, la longitud total es de 2285 km, superficie de la cuenca — 516 300 km²                                                                                       |
| Bug Meridional (Південний Буг)                        | Mar Negro      | 806          | 806               | 63 700                   | |
| Dniéster (Дністер)                                    | Mar Negro      | 1362         | 705               | 72 100                   | |
| Donéts (Сіверський Донець)                            | Don            | 1053         | 672               | 98 900                   | |
| Desná (Десна)                                         | Dniéper        | 1130         | 591               | 88 900                   | |
| Horyn (Горинь)                                        | Río Prípiat    | 659          | 577               | 27 700                   | Superficie de la cuenca dentro del territorio de Ucrania, 27 010 km² |
| Inhuléts (Інгулець)                                   | Dniéper        | 549          | 549               | 14 870                   | Otros nombres: Pequeño Inhul |
| Psel (Псел)                                           | Dniéper        | 717          | 526               | 22 800                   | Longitud dentro del óblast de Sumy: 176 km; dentro del óblast de Poltava: 350 km.                                                                                                 |
| Sluch (Случ)                                          | Horyn          | 451          | 451               | 13 800                   | |
| Styr (Стир)                                           | Prípiat        | 494          | 445               | 13 100                   | |
| Bug Occidental (Західний Буг)                         | Narew          | 831          | 401               | 73 500                   | Según otras fuentes, la longitud total es de 772 km, la superficie de la cuenca de 73 470 km², de estos, 10 100 km² están en Ucrania, y la longitud dentro del país es de 394 km. |
| Téteriv (Тетерів)                                     | Dniéper        | 385          | 385               | 15 300                   | Según otras fuentes, la longitud total es de 365 km, la superficie de la cuenca: 15100 km²                                                                                        |
| Sula (Сула)                                           | Dniéper        | 365          | 365               | 19 600                   | Longitud dentro del óblast de Sumy: 152 km; dentro del de Poltava: 213 km. Según otras fuentes, la longitud total es de 363 km                                                    |
| Inhul (Інгул)                                         | Bug Meridional | 354          | 354               | 9890                     | |
| Vorskla (Ворскла)                                     | Dniéper        | 464          | 348               | 14 700                   | Longitud dentro del óblast de Sumy: 122 km; dentro del de Poltava: 226 km. |

Tres son las vertientes: el mar Negro, el mar de Azov y el mar Báltico. La inmensa mayoría de los ríos van a desembocar en el mar Negro. Dentro de ellos, pueden distinguirse aquellos que dan a su sector nororiental, el mar de Azov. Finalmente, unos pocos cursos hídricos, afluentes del Vístula, van a dar al mar Báltico.

##### Vertiente del mar Negro
El curso de agua más largo es el Dniéper (Dnipró); de sus 2201 kilómetros totales, 981 discurren dentro de Ucrania; su cuenca hidrográfica total es de 504 000 km². Nace en Rusia, atraviesa Bielorrusia y cruza Ucrania por el centro de norte a sur hasta desembocar su limán (óblast de Jersón) en el mar Negro al oeste de la península de Crimea, cerca de las desembocaduras del Bug y del Dniéster. Es el tercer río más largo de Europa, después del Volga y el Danubio. A partir de 1932 a lo largo de su curso se construyeron numerosas presas, dando origen a varios lagos artificiales. Los embalses con centrales se dedican a la producción eléctrica: el de Kiev, Kremenchuk y el de Kajovka. El Dniéper tiene una densa red de afluentes, más de la mitad de los ríos del país pertenecen a su cuenca hidrográfica. Los principales afluentes del Dniéper, empezando por la derecha del río, y siguiendo el sentido de las agujas del reloj, son, en primer lugar, el Inhuléts (549 km; 14 870 km²), pasa por Oleksandria, Krivói Rog, óblast de Dnipropetrovsk y por la ciudad de Inhuléts, el pueblo de Inhuléts y el pueblo de Snihurivka; luego está el Bazavluk (157 km; 4200 km²). Corriente arriba, antes de Kiev se le une el Ros' (346 km; 12,575 km²), cercano al pueblo de Ordyntsi, óblast de Vínnitsa, y atraviesa también los óblasts de Kiev y de Cherkasy antes de desembocar en el embalse de Kremenchuk; y, pasado Kiev, el Téteriv (365 km; 15 100 km²), que atraviesa los óblasts de Óblast de Zhitómir y Kiev. Poco después, cerca de la frontera con Rusia, se le une el principal afluente por la derecha, que es el río Prípiat (710 km; 121 000 km²), compartido con Bielorrusia, pasa por la ciudad abandonada homónima. Este a su vez recibe por su derecha, en Ucrania, las aguas del Uzh (256 km; 8080 km²) que pasa por el oeste de la región histórica de Polesia, actualmente los óblasts de Zhitómir y Kiev, y cruza la ciudad de Korosten, en el óblast de Zhitómir. No debe confundirse con el otro río Uzh de la Transcarpatia y Eslovaquia; el Horyn (659 km de los cuales 82 discurren por Bielorrusia; 22 700 km²) que nace en Ucrania, en el óblast de Ternópol, pasa por los de Jmelnitski y Rivne antes de entrar en Bielorrusia en el bóvlast de Brest, con su tributario el Sluch (451 km; 13.800 km²) que nace en el pueblo de Chervonnyi Sluch en el óblast de Jmelnitski y desemboca cerca del pueblo de Veliun, óblast de Rivne; y el Styr (494 km; 13.100 km²).
El principal afluente del Dniéper por la izquierda es el Desná (1130 km; 88 900 km²). Este afluente nace en Rusia, en el altiplano de Smolensko, y pasa por los óblasts rusos de Smolensk y Briansk, y después por los óblasts ucranianos de Cherníhiv y Kiev. Desemboca en el Dniéper a la altura de la ciudad de Kiev. El nombre quiere decir "mano derecha", tanto en ucraniano antiguo o antiguo eslavo oriental, como en el ucraniano moderno. Tiene sus propios tributarios: el Snov (253 km; 8700 km²) que nace en el óblast de Briansk en Rusia, y suele congelarse entre noviembre y enero, y no le llega el deshielo hasta marzo o abril; el Seim (748 km; 27 500 km²), que nace en el óblast de Kursk, en Rusia y pasa por Ucrania, donde desemboca en el Desná. Atraviesa la ciudad de Baturin, en el óblast de Cherníhiv, es el más importante afluente por la izquierda del Desná. Otros afluentes del Desná de menor longitud son el Oster (199 km; 2950 km²) que nace en el óblast de Cherníhiv y el Sudost (208 km; 5850 km²). Más al sur, aguas abajo de Kiev, se unen al Dniéper:
- el Sula (365 km; 19 600 km²), nace en el pueblo de Sula, en el óblast de Sumy, y atraviesa el óblast de Poltava antes de entrar en el embalse de Kremenchuk.
- el Psel (717 km de los que por Ucrania discurren 502; 22 800 km²), nace en el óblast de Bélgorod, Rusia, y pasa por los óblasts de Sumy y Poltava en Ucrania. Desemboca en el Dniéper en Kremenchuk.
- el  Vorskla (464 km, 336 en Ucrania; 14 700 km²), nace en el óblast de Bélgorod, Rusia, y pasa por los óblasts de Sumy y Poltava, en Ucrania. Desemboca en el Dniéper cerca del pueblo de Sviatohirsk.
- el Samara (320 km; 22 600 km²) nace en el óblast de Donetsk y atraviesa también los óblasts de Járkov y Dnipropetrovsk.
- el Konka (146 km; 2 580 km²)

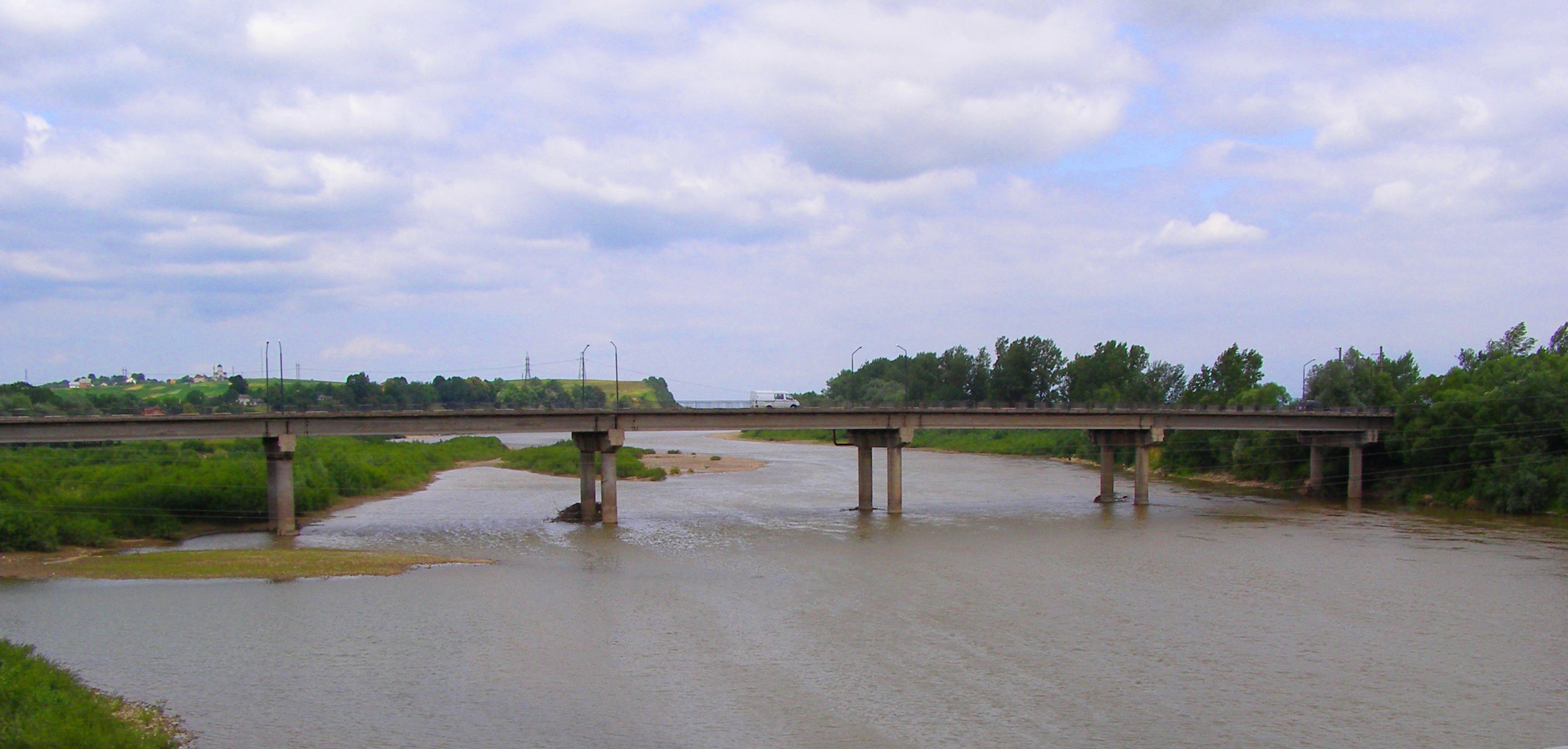
El Dniéster en Hálych, Ucrania occidental.

A la cuenca del mar Negro también pertenece el Dniéster (Dníster). Hace de frontera con Transnistria y la República de Moldavia, desemboca en el mar Negro cerca de la ciudad de Odesa. El Dniéster, de 1362 km y una cuenca de 72 100 km² tiene como principales afluentes:
- Stryi (231 km; 3055 km²), afluente del Dniéster por la derecha, en el óblast de Leópolis. Nace en la sierra Beskidy de la cordillera de los Cárpatos, y desemboca en el Dniéster entre las ciudades de Jódoriv y Zhidáchiv.
- Zbruch (247 km; 3300 km²). En el año 1848, a la orilla del río se encontró una escultura en forma de columna que se llamó ídolo del Zbruch, representa una deidad eslava y data del IX.
- Seret (242 km; 3900 km²). Pasa por las ciudades de Chortkov y Ternópol, y por varios asentamientos urbanos del óblast de Ternópol, así como por el óblast de Leópolis. Desemboca en el Dniéster cerca del pueblo de Gorodok. No debe confundirse con el río Siret, que a veces también es llamado Seret, un afluente por la izquierda del Danubio ni con otro río más pequeño del óblast de Leópolis, que pasa por el pueblo de Drogóbich.
- Býstrytsia (183 km; 2375 km²), nace en la confluencia de tres ríos, el más largo el Býstrytsia Nadvirianska, de 94 km.

El Bug Meridional tiene 806 km; cuenca de 63 700 km²), con sus afluentes, Inhul (300 km) que desemboca en el Bug en Mykoláiv y el Vovk que se traduce como "lobo" y entra en el Bug Meridional en Letíchiv.

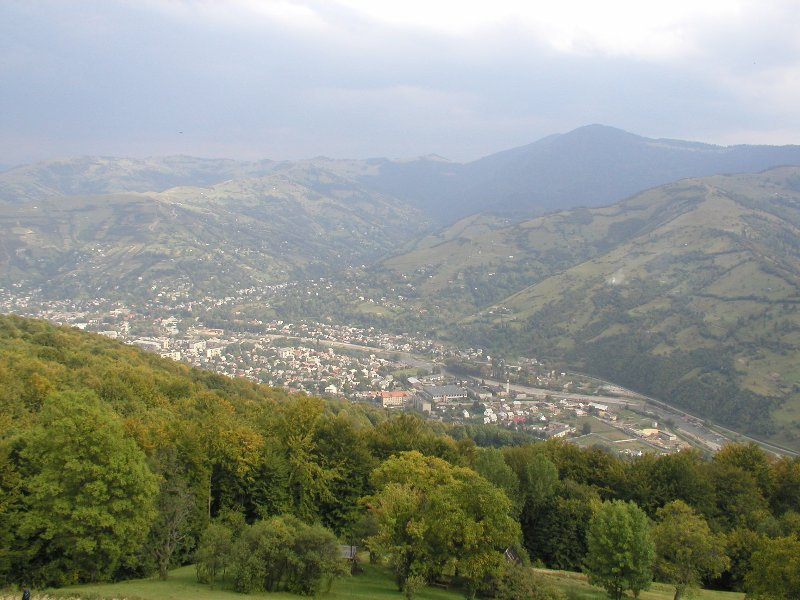
El río Tisza a su paso por Rajiv (curso alto, Ucrania).

El Danubio desemboca igualmente en el mar Negro y la orilla izquierda de su delta es ucraniana, marcando la frontera con Rumania. Sus principales afluentes ucranianos son:
- Prut (953 km; 27 500 km²) afluente por la izquierda del Danubio, nace en los Cárpatos de Ucrania y pasa también por Rumania y Moldavia.
- Cheremosh (167 km; 2560 km²)
- Latoritsia (188 km; 3130 km²; afluente del Bodrog)
- el Uzh o Uh (133 km, 112 km en Ucrania; 2750 km², río de Transcarpatia y Eslovaquia oriental, afluente por la izquierda del Laborets, da su nombre a la ciudad ucraniana de Úzhgorod, capital de la Transcarpatia. No debe confundirse con el río Uzh tributario del Prípiat.
- Siret o Seret, afluente por la izquierda del Danubio. No debe confundirse con el río Seret, afluente del Dniéster.
- El río Tisza (966 km) nace en la parte suroriental de Ucrania, en el óblast de Zakarpatia, de la confluencia de dos pequeños ríos de montaña, el Tisza blanco y el Tisza negro, en los Cárpatos, cerca de Rajiv (óblast de Transcarpatia) y pasa por los estados de Ucrania, Hungría, Rumania, Eslovaquia y Serbia, que es donde desemboca en el Danubio.

Finalmente, cabe mencionar varios ríos situados en la península de Crimea que desembocan en el mar Negro, no muy largos, pero de importancia histórica:
- Alma (83 km; 635 km²) desemboca en la bahía de Kalamita, entre Eupatoria y Sebastopol.
- Chorna o Chiórnaya (34,1 km; 436 km²), desemboca en la bahía de Sebastopol.
- Uchan-su (8,4 km; 38 km²), desemboca en la costa meridional de Crimea, por Yalta.

##### Vertiente del mar de Azov
La frontera con Rusia atraviesa el mar de Azov. El principal río ucraniano que pertenece a esta cuenca es el Donéts o Séversky Donéts (1053 km; 98 900 km²), afluente del Don. Nace en Rusia, en el óblast de Belgorod, pasa unos 40 km antes de atravesar la frontera con Ucrania, atraviesa los óblasts de Járkov, Donetsk y Lugansk, después cruza la frontera de nuevo y desemboca en el río Don en el óblast de Rostov, Rusia, al sur de Konstantínovsk, 218 km antes de que el Don desemboque en el mar de Azov. Es el río más importante de Ucrania oriental y el cuarto río más importante de Ucrania en cuanto a medida. En su cuenca se encuentra la actividad minera de hierro, carbón y otros en menor cantidad, e industrial. El afluente más largo del Donéts es el Oskil (436 km), que nace en Rusia, en el óblast de Kursk, pasa por el de Belgorod, después entra en Ucrania y atraviesa el óblast de Járkov y se une al Donéts en el km 580 antes de su desembocadura en el río Don. Hay otros ríos importantes dentro de esta vertiente:
- Mius (258 km; 1190 km²), nace en el óblast de Donetsk, pasa brevemente por el óblast de Lugansk antes de volver al óblast original; desemboca en su limán del mar de Azov.
- Kalmius (209 km; 5070 km²), río de la provincia de Donetsk, desemboca en el mar de Azov en la ciudad de Mariúpol.
  - río Kalchik (68 km; 1263 km²)
- Molochna (197 km; 3450 km²), río de la provincia de Zaporizhia, desemboca en su limán del mar de Azov.
- Salgir (204 km; 3750 km²), en la península de Crimea.

##### Vertiente del mar Báltico
El río Bug Occidental tiene 772 km de largo y una cuenca de 39 420 km²; su principal afluente es el Poltva. Recorre también Bielorrusia y Polonia, desembocando en el Vístula.
El San (433 km; 16 861 km², afluente del Vístula, nace en los Cárpatos en el óblast de Leópolis, para adentrarse enseguida en Polonia, por donde discurre la mayor parte de su curso.

#### Lagos
En el país se encuentran cerca de 20 000 lagos. Entre los lagos de Ucrania, pueden citarse los siguientes: Kosovskoye, Kurukove, lagos Shatski, Svitiaz, Synevir y Yalpug.
La producción eléctrica cuenta con muchas centrales hidroeléctricas (abreviadas "ГЕС", esto es, HES, en ucraniano). En el año 1988, Ucrania tenía un total de 1077 embalses. Algunos de los más importantes pertenecen a la serie o "cascada de centrales hidroeléctricas del Dniéper" que se corresponden con los 6 embalses que forma este río: 
- la central hidroeléctrica de Kiev con el embalse de Kiev
- la de Kániv con el embalse de Kániv
- la de Kremenchuk con el embalse de Kremenchuk
- la de Kamianské con el embalse de Kamianské
- la más grande y más antigua, que se denomina Dniprovska HES o DniproHES, en la ciudad de Zaporiyia, con su embalse
- y la de Kajovka con su embalse.[12]

Otros embalses importantes: el de Krasno-Oskol y el lago Ternópol.

#### Costas
Las costas son muy recortadas. Ha de citarse, en primer lugar, destacados humedales como las Bocas del Danubio o los sistemas de lagos Shagany-Alibay-Burnas. Los ríos que desembocan en el mar Negro o el mar de Azov a menudo forman estuarios de tipo limán, esto es, muy amplio y con frecuencia cerrado por un cordón litoral o barra de sedimentos. Los más destacados son el limán del Dniéper, el del Dniéster y el del Molochna (Molochny lymán). Además de la gran península de Crimea (Kryms'kyy Pivostriv) que tiene en su parte oriental la península de Kerch (Kerchens'kyy Pivostriv), hay una serie de estrechas penínsulas litorales e islas como la punta de tierra de Arabat, Isla de las Serpientes (disputada entre Ucrania y Rumania), Dzharilgach y la punta de tierra Obytochna. En cuanto a los golfos y ensenadas, cabe citar la bahía Tendrivska, el golfo de Dzharilgach, la bahía de Karkinit, la bahía de Kalamita, el golfo de Feodosiy, la bahía de Arabat, la bahía Obytochna y la bahía Berdyanska. Los principales cabos (Mys), son: Tarjan-Kut, Sarych y Kazantip. El paso al mar de Azov se hace a través del estrecho de Kerch (Kerchens'ka protoka). Hay una especie de lago, que es el mar de Syvach. El istmo de Perekop, finalmente, es la estrecha franja de tierra que une la península de Crimea con el continente, separando el mar de Syvach del mar Negro.

### Clima
El clima de Ucrania es en su mayor parte continental templado, mientras que es más mediterráneo en la costa meridional de Crimea, limítrofe con el mar Negro, en lugares como Odesa. 
El promedio de las temperaturas mensuales en invierno varían desde –8 °C hasta 2 °C, son frescos en el mar Negro y fríos en el interior. Los veranos varían desde el frescor a lo largo del mar Negro a frío más lejos tierra adentro. Las temperaturas medias anuales van de los 5,5 °C a 7 °C en el norte, a 11 °C-13 °C en el sur. En verano las temperaturas oscilan entre los 17 °C y 25 °C. El mes más caluroso del año es julio, cuando se llegan a alcanzar temperaturas de 33 °C y superiores. Los veranos son templados en la mayor parte del país, llegando a ser muy cálidos en el sur. En la zona cubierta por la estepa el verano puede ser incluso cálido y sometida a veces a tempestades de arena. La costa del mar Negro está sometida a heladas y ningún puerto ucraniano está permanentemente libre de hielo.
Las precipitaciones están distribuidas de manera desigual, siendo más altas en el oeste y en el norte, e inferiores en el este y sureste. En los Cárpatos superan los 1500 mm al año, mientras que en las tierras bajas del mar Negro, no alcanzan los 300 mm al año. En Ucrania occidental recibe alrededor de 1200 mm de precipitaciones anualmente, mientras que Crimea recibe alrededor de 400 mm.
| Parámetros climáticos promedio de Kiev | Parámetros climáticos promedio de Kiev | Parámetros climáticos promedio de Kiev | Parámetros climáticos promedio de Kiev | Parámetros climáticos promedio de Kiev | Parámetros climáticos promedio de Kiev | Parámetros climáticos promedio de Kiev | Parámetros climáticos promedio de Kiev | Parámetros climáticos promedio de Kiev | Parámetros climáticos promedio de Kiev | Parámetros climáticos promedio de Kiev | Parámetros climáticos promedio de Kiev | Parámetros climáticos promedio de Kiev | Parámetros climáticos promedio de Kiev |
| Mes                                    | Ene.                                   | Feb.                                   | Mar.                                   | Abr.                                   | May.                                   | Jun.                                   | Jul.                                   | Ago.                                   | Sep.                                   | Oct.                                   | Nov.                                   | Dic.                                   | Anual                                  |
| -------------------------------------- | -------------------------------------- | -------------------------------------- | -------------------------------------- | -------------------------------------- | -------------------------------------- | -------------------------------------- | -------------------------------------- | -------------------------------------- | -------------------------------------- | -------------------------------------- | -------------------------------------- | -------------------------------------- | -------------------------------------- |
| Temp. máx. media (°C)                  | -2.6                                   | -1.1                                   | 4.3                                    | 13.6                                   | 20.5                                   | 23.5                                   | 24.5                                   | 24.0                                   | 19.1                                   | 12.3                                   | 4.8                                    | 0.1                                    | 11.9                                   |
| Temp. mín. media (°C)                  | -8.2                                   | -6.8                                   | -2.1                                   | 4.8                                    | 10.7                                   | 13.8                                   | 15.1                                   | 14.4                                   | 10.0                                   | 4.8                                    | 0.0                                    | -4.6                                   | 4.3                                    |
| Precipitación total (mm)               | 47.7                                   | 46.0                                   | 38.9                                   | 48.3                                   | 52.5                                   | 72.5                                   | 88.0                                   | 69.2                                   | 46.7                                   | 35.1                                   | 51.3                                   | 51.7                                   | 647.9                                  |
| Días de precipitaciones (≥ 1 mm)       | 16.7                                   | 14.2                                   | 12.9                                   | 11.6                                   | 11.8                                   | 13.1                                   | 13.3                                   | 10.8                                   | 10.2                                   | 9.9                                    | 14.8                                   | 17.4                                   | 156.7                                  |
| [cita requerida]                       |                                        |                                        |                                        |                                        |                                        |                                        |                                        |                                        |                                        |                                        |                                        |                                        |                                        |

### Medio ambiente
Según WWF, el territorio de Ucrania se reparte entre seis ecorregiones:
- Bosque templado de frondosas
  - Bosque mixto de Europa central, en el norte y noroeste
  - Bosque estepario de Europa oriental, en el centro y noreste
  - Bosque mixto de Panonia, en el extremo suroeste
  - Complejo forestal submediterráneo de Crimea, en el sur de Crimea
- Bosque templado de coníferas
  - Bosque montano de los Cárpatos, en las montañas del suroeste
- Pradera
  - Estepa póntica, en el sur y este del país

Destaca en su patrimonio natural el Bosques primarios de hayas de los Cárpatos, que la Unesco declaró en el año 2007 bien natural patrimonio de la Humanidad, y que comparte con Eslovaquia. Cuenta con siete reservas de la biosfera: Chernomorskiy, Askania-Nova, Carpática, el lago Shatski, Desnianskyi y dos transfronterizas, Dunaisky compartida con Rumanía y los Cárpatos orientales, compartida con Polonia y Eslovaquia.  744.651 hectáreas están protegidas como humedales de importancia internacional al amparo del Convenio de Ramsar, en total, 33 sitios Ramsar, destacando entre ellos parte del curso de los ríos Desná, Dniéster y limán, y Prípiat, así como los lagos Shatski y el Mar de Syvach. Finalmente, tiene ocho parques nacionales: Azovo-Sivash, Karparskiy, Podolskie Tovtry, Shatskiy, Svyaty Gory, Synevyr, Vyzhnetskiy y Yavorivskyi.
En cuanto a los problema medioambientales, existe contaminación radioactiva en el noreste por el accidente de 1986 en la central nuclear de Chernóbil; casi 2 800 000 personas viven actualmente en zonas contaminadas o influenciadas por ese desastre. Otras preocupaciones son la falta de agua potable, la deforestación y la contaminación, tanto atmosférica como del agua. Como riesgos naturales más destacados, se encuentran los terremotos ocasionales y las inundaciones.

## Geografía humana
Tiene 52 114 000 habitantes. La población de Ucrania, de la que casi una cuarta parte está constituida por rusos, presenta una moderada concentración (67 %) en los núcleos urbanos principalmente debido a un proceso de urbanización relativamente reciente, nacido de la expansión industrial. Grupos étnicos: ucranianos 77,8 %, rusos 17,3 %, bielorrusos 0,6 %, moldavos 0,5 %, tártaros de Crimea 0,5 %, búlgaros 0,4 %, húngaros 0,3 %, rumanos 0,3 %, polacos 0,3 %, hebreos 0,2 % y otros 1,8 % (censo de 2001). La confesión cristiana mayoritaria es el cristianismo ortodoxo: la Iglesia ortodoxa de Ucrania con el 50,4 % y la Iglesia ortodoxa ucraniana del Patriarcado de Moscú con el 26,1%; luego están los miembros de la Iglesia greco-católica ucraniana 8 %, Iglesia ortodoxa autocéfala ucraniana 7,2%, católicos de rito romano 2,2 %, protestantes 2,2 %, judíos 0,6 % y otros 3,2 % (est. 2006). Es oficial el idioma ucraniano 67 %, pero también se habla ruso 24 % y otros 9 % que incluyen minorías de habla rumana, polaca y húngara.

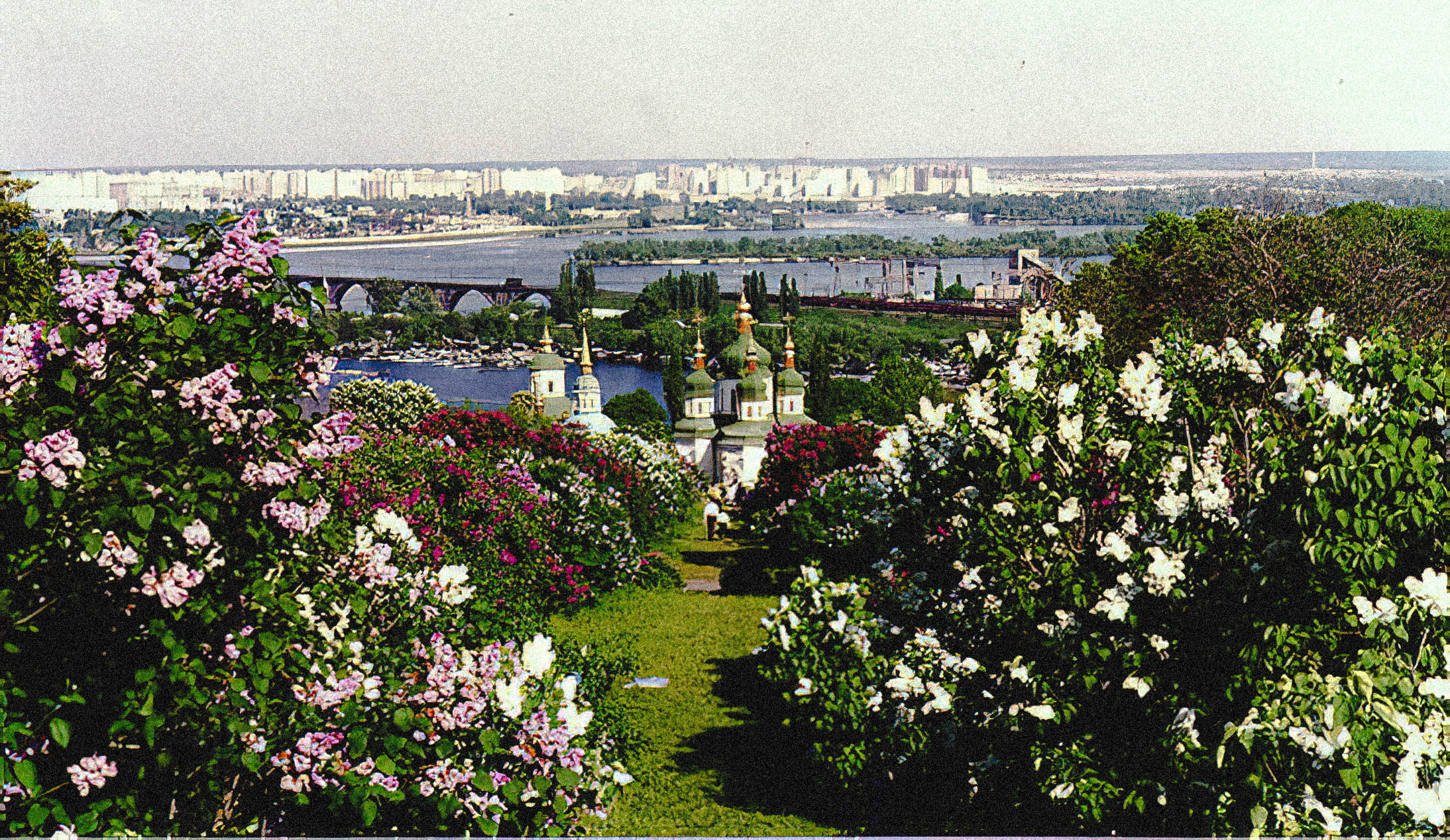
Lilas en el Jardín botánico nacional Grishkó en Kiev, con el Monasterio de Výdubichi al fondo y, detrás, el Puente de Patón.

Su capital es Kiev. Las ciudades más importantes son a su vez los principales núcleos industriales: Járkov, Dniepropetrovsk, Donetsk y Odesa (el principal puerto), con más de 1 millón de habitantes; Zaporiyia, Leópolis y Krivói Rog. La mayor parte de las ciudades se concentran en la cuenca del Donbáss, con una densidad media de 600 hab./km², frente a los 86 hab./km² de media nacional.
Administrativamente, Ucrania se divide en veinticuatro provincias (óblasti, singular - óblast), dos repúblicas autónomas (avtonomna respúblika) y dos municipalidades (mistá, singular - misto) con estatus de óblast. La república autónoma es la de Crimea (Avtonomna Respúblika Krym), con capital en Simferópol. En cuanto a las municipalidades, son las de Kiev (Kyiv) y Sebastopol (Sevastópol). Las provincias son: Cherkasy, Cherníhiv, Chernivtsí, Dnipropetrovsk, Donetsk, Ivano-Frankivsk, Járkov, Jersón, Jmelnitski, Kiev, Kirovogrado, Lugansk, Leópolis, Mykoláiv, Odesa, Poltava, Rivne, Sumy, Ternópol, Vínnitsa, Volinia (capital, Lutsk), Zakarpatia (capital, Úzhgorod), Zaporiyia y Zhitómir.

## Geografía económica

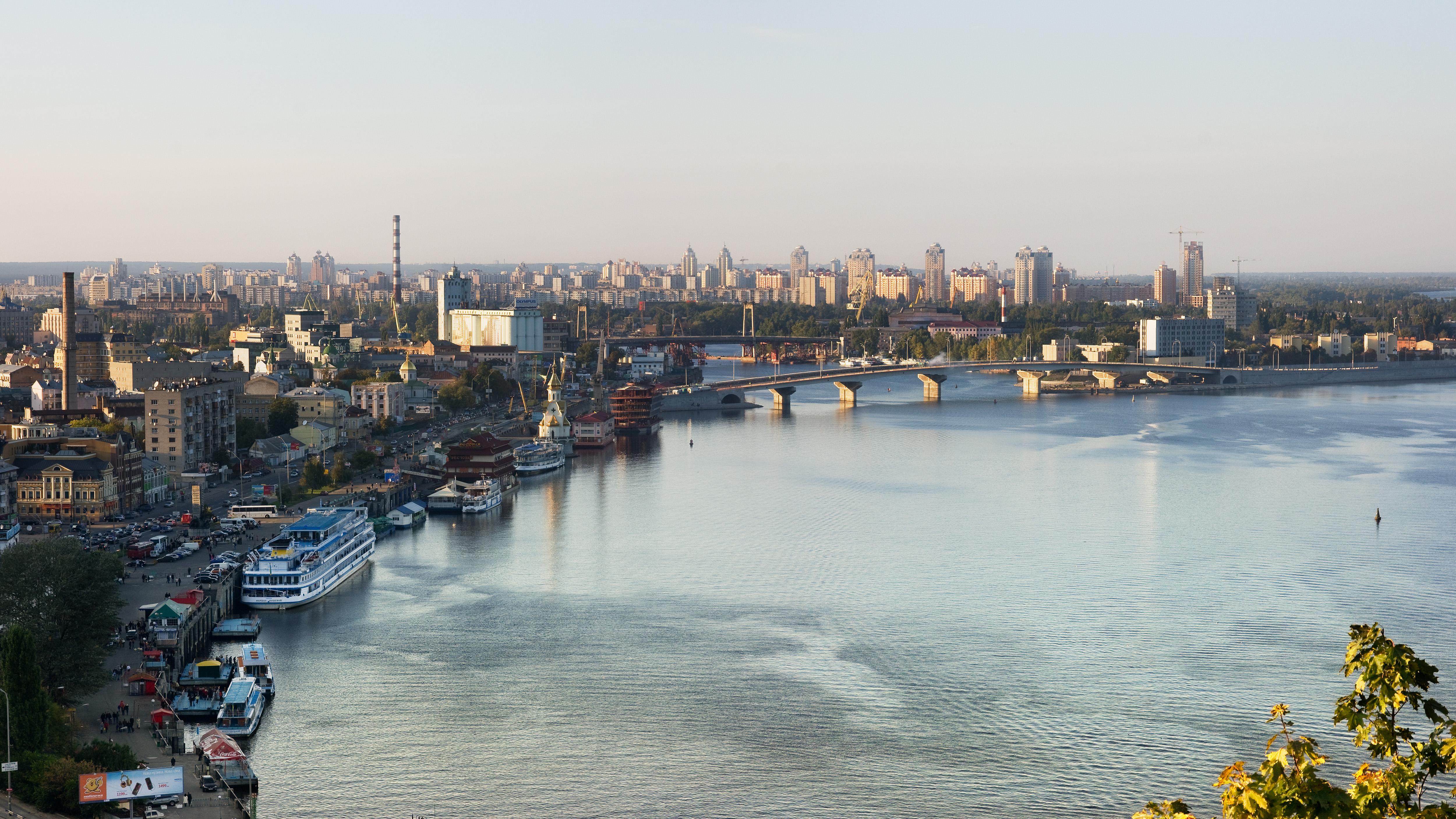
Río Dnieper en Kiev.

El país es rico en recursos naturales, en particular minerales. Hay abundancia de hierro, carbón, manganeso, gas natural, petróleo, sal, azufre, magnesio, grafito, titanio, caolín, níquel y mercurio. También son recursos propios de Ucrania la madera y la tierra arable. Se calcula que el 58 % del país es tierra cultivable, con 26 050 km² de regadío. A cosechas permanentes se dedica el 1,7-2 % y otros usos 41,2 %, entre los que destacan un 13 % de pastos permanentes y 18% de bosques.
Una de las principales características de Ucrania son sus suelos de "tierras negras" o (chernozem), especialmente aptos para los cultivos de cereales, y que configuran el paisaje de estepa de gramíneas predominante en el país, ya que tan sólo en el extremo septentrional, en la región carpática y en Crimea se presentan formaciones forestales.
El sector agrícola, en el que se emplea el 27,3 % de la población activa, arroja notables producciones de cereales (maíz, trigo), remolacha azucarera y girasol. En las regiones meridionales, en las que las condiciones climáticas adoptan rasgos mediterráneos, predominan los regadíos con cultivos de frutales, vid y algodón. De gran relevancia es asimismo la ganadería (bovina, porcina), de la que se obtienen notables producciones de carne y leche.
Ucrania cuenta con importantes centrales hidroeléctricas sobre el curso bajo y medio del Dniéper (Kiev, Kremenchuk, Kamianské y Kajovka), así como centrales térmicas y nucleares.
El sector industrial, que emplea al 40,6 % de la población activa, comenzó a desarrollarse gracias a la explotación de la gran riqueza mineral del subsuelo ucraniano. La cuenca hullera del Donbáss es la principal región minera del país, con una importante extracción de carbón. Asimismo, son notables la extracción de gas natural (Shebelinka, Dashava), mineral de hierro (Krevéy Rig, península de Kerch), manganeso (Níkopol), sal gema (Slaviansk), sulfuro de mercurio, grafito y fosforita; petróleo en los Cárpatos. Ligada a este importante sector minero, la industria pesada se ha convertido en el eje del sector industrial. En la cuenca del Donbáss se desarrollan la siderurgia, las construcciones mecánicas y las industrias químicas pesadas, destacando los polos de Donetsk (antes Yúzovka) y Lugansk. Entre Dnipró y Krivói Rog se ha desarrollado una segunda región industrial con una importante industria siderúrgica, metalúrgica de metales no ferrosos (aluminio) y de construcciones mecánicas. Otros polos industriales son Járkov (construcciones mecánicas), Kiev (bienes de equipo, industrias ligeras y alimentarias), Leópolis (material de transporte) y Zaporiyia.
En la fachada litoral meridional se encuentran importantes puertos que son a su vez centros industriales, como Odesa, Mykoláiv y Jersón, y, en el caso de Sebastopol, con funciones militares. Otros puertos y terminales destacados son: Feodosia, Kerch, Mariúpol y Yuzhne. Por último, la península de Crimea ofrece un lugar de ocio y veraneo, con numerosos balnearios.
Ucrania se integró en la URSS en 1922 mediante el Tratado de Creación de la URSS. En los años 30, en el país fue desarrollada la colectivización de las granjas agrícolas. Después de la RSFS de Rusia, la RSS de Ucrania era el componente más importante de la antigua URSS, con una producción que cuadruplicaba a la de la siguiente república en el ranking. Su fértil suelo de tierras negras (chernozem) generaba más de una cuarta parte de la producción agrícola soviética, y sus granjas proporcionaban cantidades sustanciales de carne, leche, cereal y hortalizas para las otras repúblicas. De la misma manera, su diversificada industria pesada proporcionaba equipamiento único como, por ejemplo, tuberías de gran diámetro y materias primas para los lugares industriales y mineros (aparatos de perforación vertical) en otras regiones de la anterior Unión Soviética.
En 1991, el Parlamento ucraniano aprobó la Declaración de Independencia de Ucrania, confirmada por el Referéndum de independencia de Ucrania el 1 de diciembre. Mediante el Tratado de Belavezha, junto con Rusia y Bielorrusia, Ucrania participó en la disolución de la Unión Soviética en diciembre de 1991, cofundando la Comunidad de Estados Independientes (CEI). Siendo una potencia nuclear, el país se vio pronto inmerso en una grave crisis económica, adhiriéndose al Tratado de No Proliferación Nuclear a cambio de la firma del Memorándum de Budapest en 1994.
Los principales problemas que afronta el Estado ucraniano son la obsolescencia de sus instalaciones mineras, la gran dependencia del suministro de petróleo ruso y, en general, las consecuencias que repercuten en la economía por haber estado integrada en el conjunto soviético. El gobierno ucraniano liberalizó la mayor parte de los precios y erigió un marco legal para la privatización, pero la resistencia difundida por todas partes a la reforma dentro del gobierno y los legisladores pronto frenaron los esfuerzos reformistas y llevaron a algunos pasos hacia atrás. La producción para el año 1999 había caído a menos del 40 % del nivel del año 1991. La dependencia de Ucrania respecto a Rusia en materia energética y la falta de significativas reformas estructurales han hecho a la economía ucraniana vulnerable a los choques externos. Ucrania depende de las importaciones para cubrir tres cuartas partes de su consumo anual de petróleo y gas natural y el 100 % del combustible nuclear que requiere. Después de un enfrentamiento de dos semanas que vio cortado el suministro de gas a Europa, Ucrania llegó a un acuerdo de diez años de suministro de gas y contratos de tránsito con Rusia en enero de 2009 que dio a los precios del gas un nivel "mundial". Instituciones internacionales como el Fondo Monetario Internacional han instado a Ucrania a acelerar las reformas.

## Áreas protegidas de Ucrania

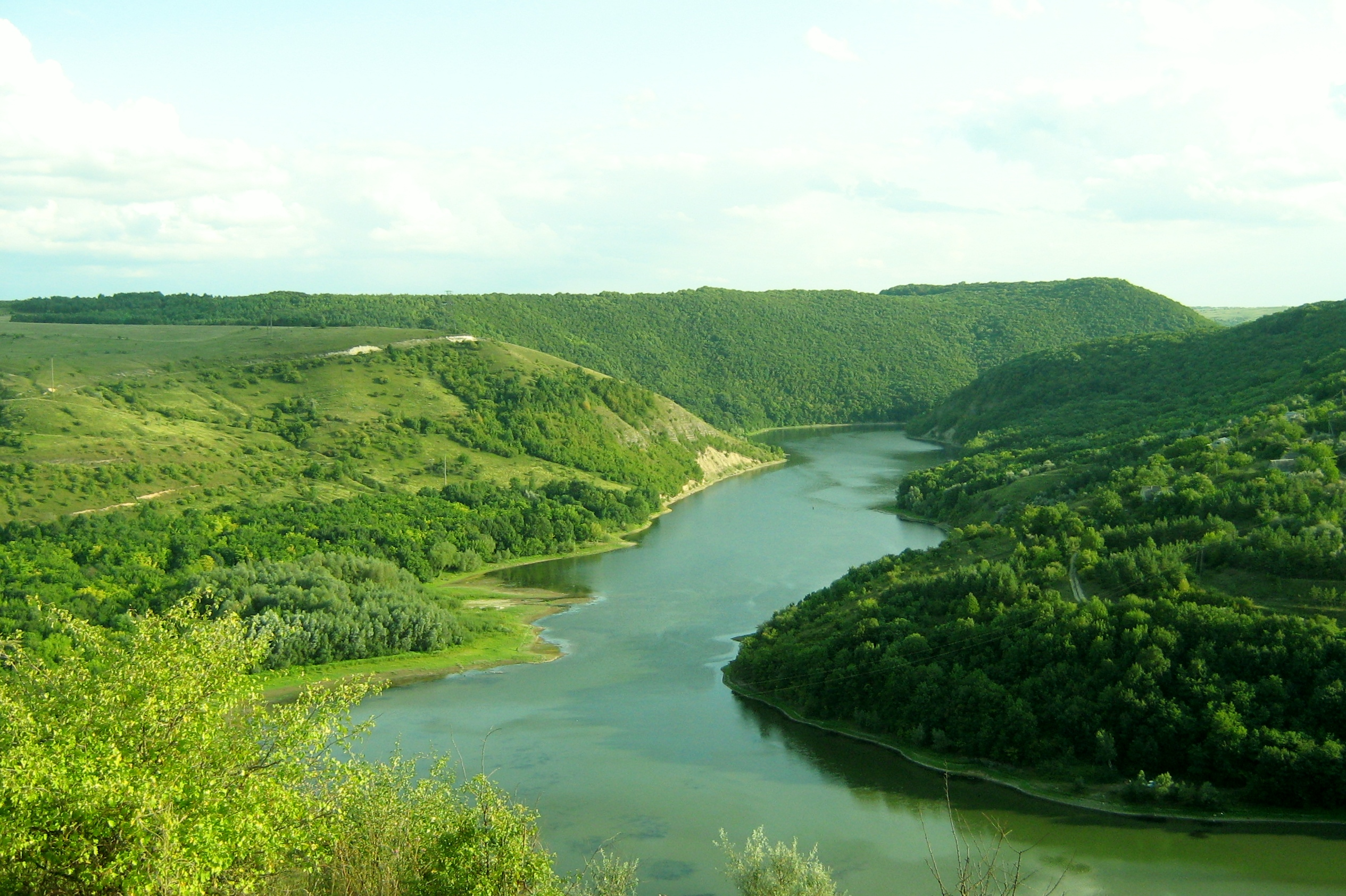
Parque nacional natural Podilski Tovtry

Según la IUCN, en Ucrania, en 2022, había 5622 zonas protegidas, que abarcan 77 621 km², el 12,96 % del territorio nacional (598.621 km²), y 12.462 km² de áreas marinas, el 9,24 % de los 134 873 km² que pertenecen al país. De este conjunto, 7 están reconocidos como parques nacionales, 1 es una reserva natural estatal, 1 es una reserva de la biosfera, 4 son zapovédnik de la biosfera nacionales, 1.815 son zakáznik regionales, 15 son zapovédnik naturales, 272 son zakáznik estatales, 113 son monumentos naturales estatales, 1.919 son monumentos naturales regionales, 19 son parques paisajísticos regionales, 1 es un parque nacional natural, 16 son jardines botánicos estatales, 78 son parques frutales artísticos estatales, 274 son parques frutales artísticos regionales y 660 no están catalogados. Además, hay 8 reservas de la biosfera de la Unesco, 1 sitio patrimonio de la Humanidad y 41 sitios Ramsar.

#### Zakázniks y zapovédniks
Un zakáznik es un tipo de área protegida en Rusia y otras exrepúblicas soviéticas donde se han limitado ciertas actividades, como la extracción de madera o la caza, correspondiendo a la designación de santuario de la Unesco. Por su parte, un zapovédnik es un área protegida por su valor histórico, cultural o de valor para la historia del arte, edificios, recintos o lugares que tienen relevancia para la memoria colectiva de la sociedad; puede incluir desde un monasterio, como el Monasterio de las Cuevas de Kiev, con 23,4 km², hasta la Reserva natural Gran ártico, de 41 692 km² en Rusia.

#### Parques nacionales
La IUCN reconoce 7 parques naciones: Karpatskiy, Shatskiy, Azov-Sivash, Vyzhnetskiy, Podolskie Tovtry, Synevyr y Yavorivskyi. Sin embargo, existe otra catalogación que considera 49 parques naturales nacionales dentro de la clasificación de parques nacionales. y que se encuentra en Anexo:Parques naturales nacionales de Ucrania.

#### Sitios Ramsar

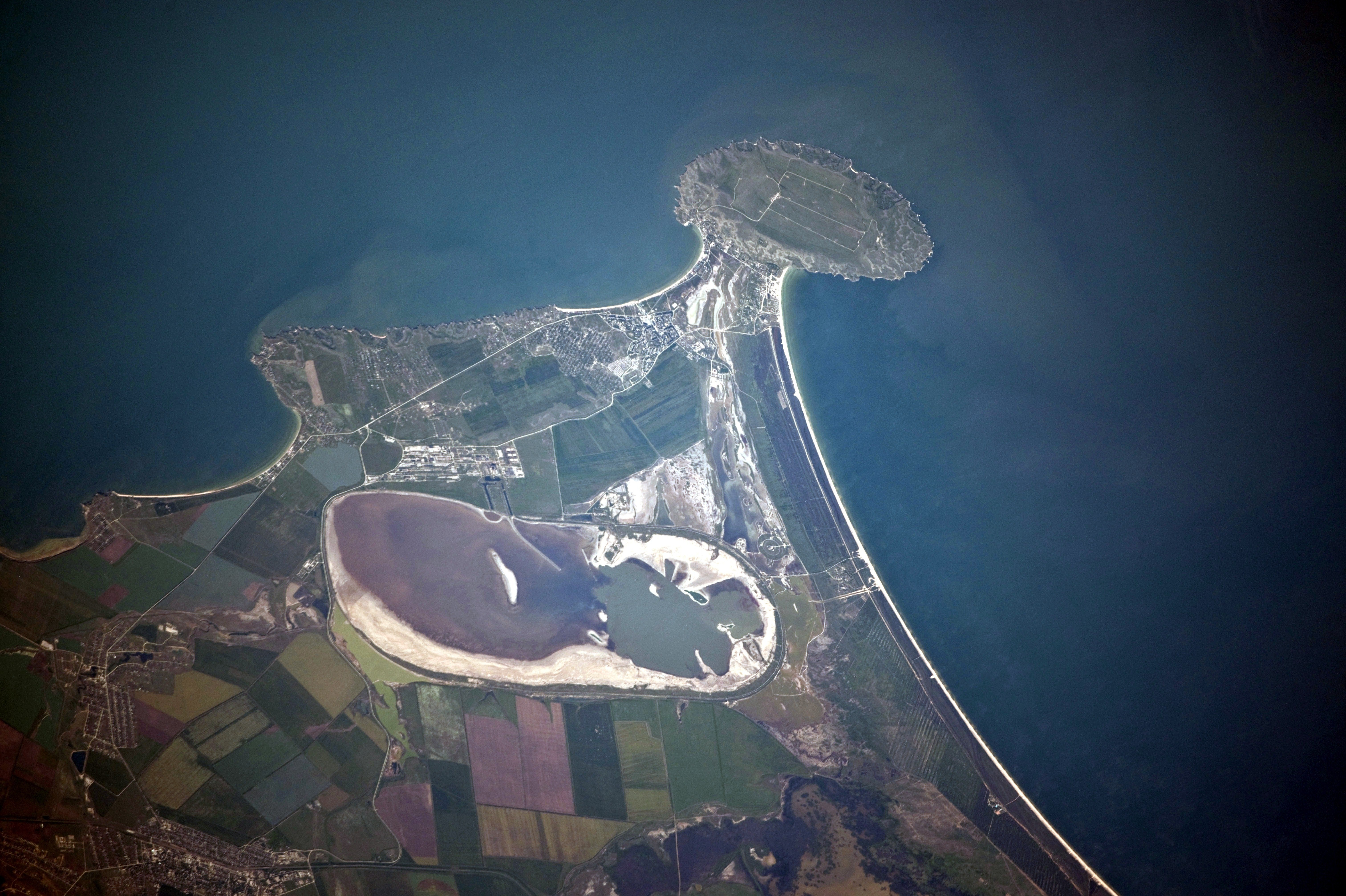
Vista aérea del cabo de Kazantip en el mar de Azov. El lago Aktashskoye, que se ve en el centro de la imagen, tiene a su izquierda la central nuclear de Crimea cerrada en 1989.

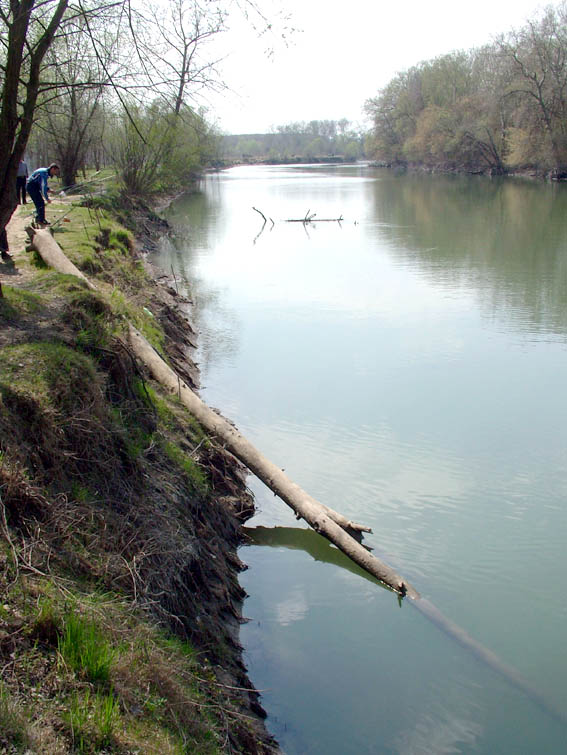
Río Turunchuk

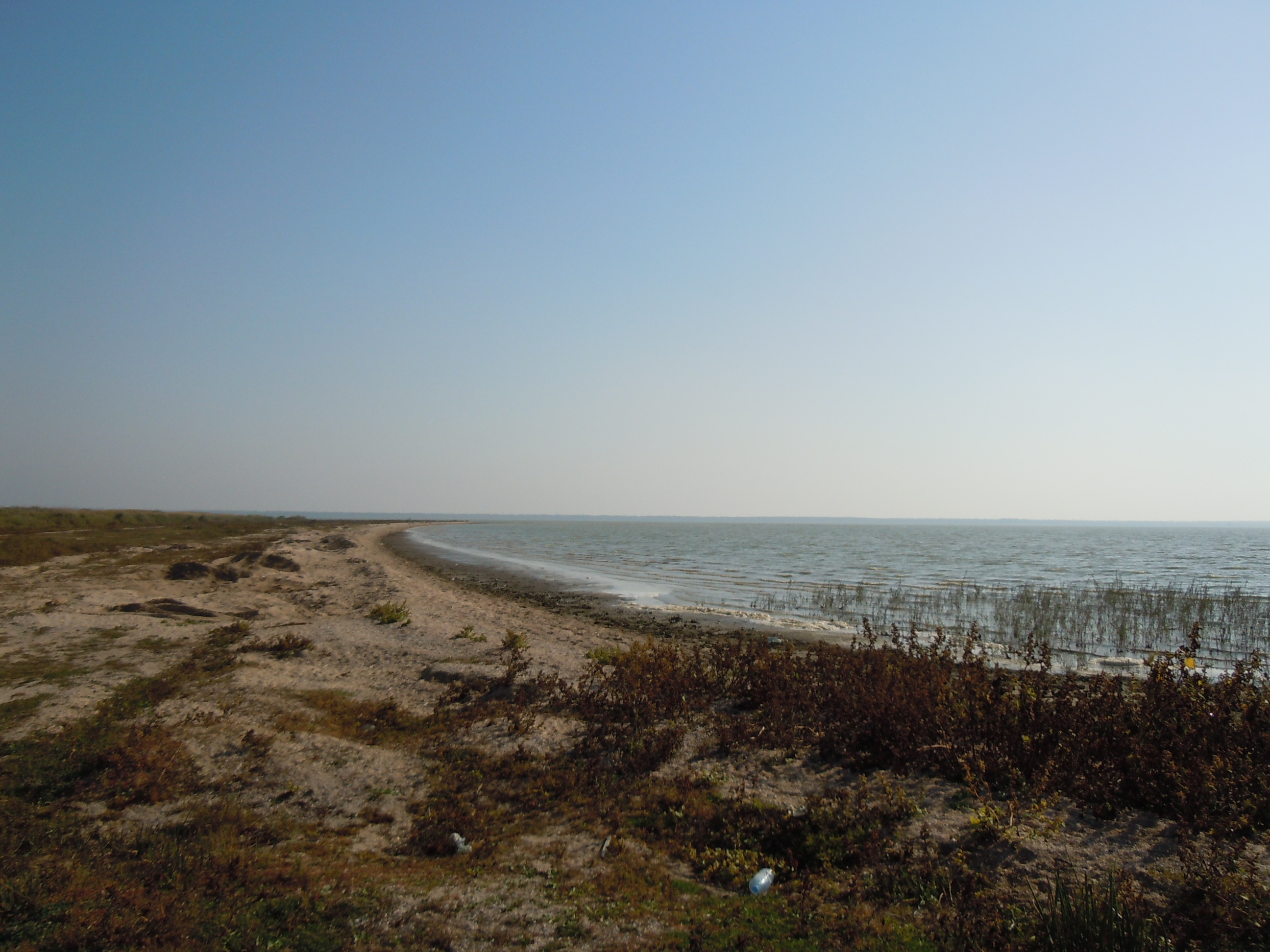
Costa del lago Sasyk, cerca de Glyboke.

En Ucrania hay 50 sitios Ramsar que ocupan 8026 km². En septiembre de 2019 se añadieron 11 sitios más hasta alcanzar la cincuentena y superar las 800 000 hectáreas.
- Complejo mar-acantilados del cabo Kazantip, 251 ha, 45°28′N 35°51′E
- Complejo mar-acantilados de Karadag, 224 ha, 44° 55′ 59″ N 35° 13′ 59″ E
- Complejo costero-marino del cabo Opuk, 775 ha, 45°01′N 36°12′E
- Archipiélago Velyki y Mali Kuchugury, 77,4 km², 47° 33′ 50″ N 35° 12′ 10″ E
- Atak-Borzhavske, 283,4 ha, 48° 13′ 26″ N 22° 48′ 25″ E
- Bahía Bakotska, 16 km², 48° 34′ 59″ N 26° 55′ 59″ E
- Boca del río Berda, bahía y cordón litoral de Berdianska, 18 km²,  46° 43′ 59″ N 36° 48′ E
- Depresión del Gran Chapelsk, 23,6 km², 46° 28′ 59″ N 33° 51′ E
- Bahía y cordón litoral de Bilosaraiska, 20 km², 46° 54′ N 37° 19′ 59″ E
- Black Bog (Pantano Negro, Ucrania), 15 ha, 48° 25′ 37″ N 23° 5′ 50″ E
- Embalse de Burshtyn, 12,6 km², 49° 13′ 56″ N 24° 39′ 51″ E. Construido en 1965 para enfriar una central térmica.
- Lago Byle y Koza Berezyna Mire, 80,4 km², : 51° 30′ N 25° 45′ 16″ E
- Pantano de Cheremske (Cheremske Bog), 29,7 km², 51° 31′ 46″ N 25° 32′ 08″ E
- Llanura aluvial del río Desná, 42,7 km², 52° 19′ N 33° 22′ 59″ E
- Cruce del Dniéster y el ramal Turunchuk, 760 km², 46°28′N 30°13′E
- Llanura aluvial del Dniéster-Oril, 25,6 km², 48° 31′ 59″ N 34° 45′ E
- Delta del Dniéster, 260 km², 46° 34′ N 32° 28′ 59″ E
- Valle del Dniéster, 820 ha, 49° 5′ 09″ N 24° 46′ 21″ E. Zona alta del río, donde se llama Dnister.
- Sivash oriental, 1650 km², 45°40′N 35°00′E. Zona este del mar de Sivash.
- Bahías de Karkinitska y Dzharylgatska, 870 km², 46° 0′ N 33° 4′ 59″ E
- Lago Kartal, 500 ha, 45°18′N 28°31′E
- Bahía y cordón litoral de Kryva, 14 km², 47° 3′ N 38° 7′ 59″ E
- Lago Kugurlui, 65 km², 45° 16′ 59″ N 28° 40′ E
- Boca Kyliiske, 328 km², 45° 22′ 59″ N 29° 36′ E
- Lago Synevyr, 29 ha, 48° 37′ N 23° 40′ 59″ E
- Liadova-Murafa, 54 km², 48° 23′ 25″ N 27° 53′ 58″ E
- Zona baja del río Smotrych, 14,8 km², 48° 34′ 59″ N 26° 36′ E. Afluente del Dniéster.
- Turbera de Nadsiannia, 37 ha, 49° 10′ 11″ N 22° 42′ 58″ E
- Valle de Narcissi, 256 ha, 48° 10′ 59″ N 23° 21′ 31″ E
- Limán del Molochna, 224 km², 46° 31′ 59″ N 35° 22′ E
- Central Syvash, 800 km², 46°07′N 34°15′E.
- Parte norte del Liman Dniéster, 200 km², 46°22′N 30°12′E
- Bahía y cordón litoral de Obytochna, 20 km², 46° 34′ 59″ N 36° 12′ E
- Ozirnyi-Brebeneskul, 16,6 km², 48° 6′ 54″ N 24° 32′ 17″ E
- Turbera de Perebrody, 127 km², 51° 42′ 05″ N 27° 7′ 33″ E
- Cabecera del río Pohorilets, 16,25 km², 48° 2′ 43″ N 24° 39′ 35″ E
- Polissia Mires, 21,45 km², 51°31′N 28°01′E
- Cabecera del río Prut, 49,35 km², 48° 10′ N 24° 33′ 08″ E
- Llanura aluvial del río Prípiat, 120 km², 51°48′N 25°15′E
- Cueva Rumania-Amistad, 0,1 ha, 48° 15′ 21″ N 23° 37′ 56″ E
- Lago Sasyk, 210 km², 45° 40′ N 29° 40′ 59″ E
- Sistema lacustre Shagany-Alibei-Burnas, 190 km², 45°48′N 29°55′E
- Lagos Shatski, 328,5 km²
- Llanura aluvial de Sim Maiakiv, 21,4 km², 47° 26′ 17″ N 35° 2′ 41″ E
- Pantanos Somyne, 108,5 km², 51° 24′ 42″ N 26° 55′ 10″ E
- Llanura aluvial del río Stokhid, 100 km², 51°40′N 25°22′E
- Pantano Syra Pogonia, 99,3 km², 51° 31′ 07″ N 27° 13′ 12″ E
- Bahía de Trendivska, 380 km², 46° 13′ 59″ N 31° 55′ 59″ E
- Liman Tyligulskyi, 260 km², 46° 49′ 59″ N 31° 10′ E
- Bahía de Yagorlytska, 340 km², 46° 24′ N 31° 52′ 59″ E